# Elaphocera gracilis
Elaphocera gracilis är en skalbaggsart som beskrevs av Joseph Waltl 1838. Elaphocera gracilis ingår i släktet Elaphocera och familjen Melolonthidae. Inga underarter finns listade i Catalogue of Life.